# Valentin Courrent
Pour l’homme politique français, voir Paul Courrent.
Pas d'image ? Cliquez ici

a Compétitions nationales et continentales officielles uniquement.

Dernière mise à jour le 28 décembre 2018.
Valentin Courrent, né le 16 août 1982 à Bondy (Seine-Saint-Denis), est un joueur français de rugby à XV qui a évolué au poste de demi d'ouverture ou de demi de mêlée (1,75 m pour 87 kg).

## Biographie
En mai 2000, il est sélectionné avec les Barbarians français, alors qu'il n'a que 17 ans, pour jouer contre le pays de Galles au Millennium Stadium de Cardiff. Les Baa-Baas s'inclinent 40 à 33.
Après avoir été formé à l'AC Bobigny (Fédérale 1), en compagnie notamment de l'ailier Yves Donguy (Stade toulousain), il a commencé sa carrière professionnelle au CA Brive Corrèze. Il a ensuite rejoint le club anglais des Sale Sharks en 2005, entraîné par Philippe Saint-André, où il est devenu champion d'Angleterre.

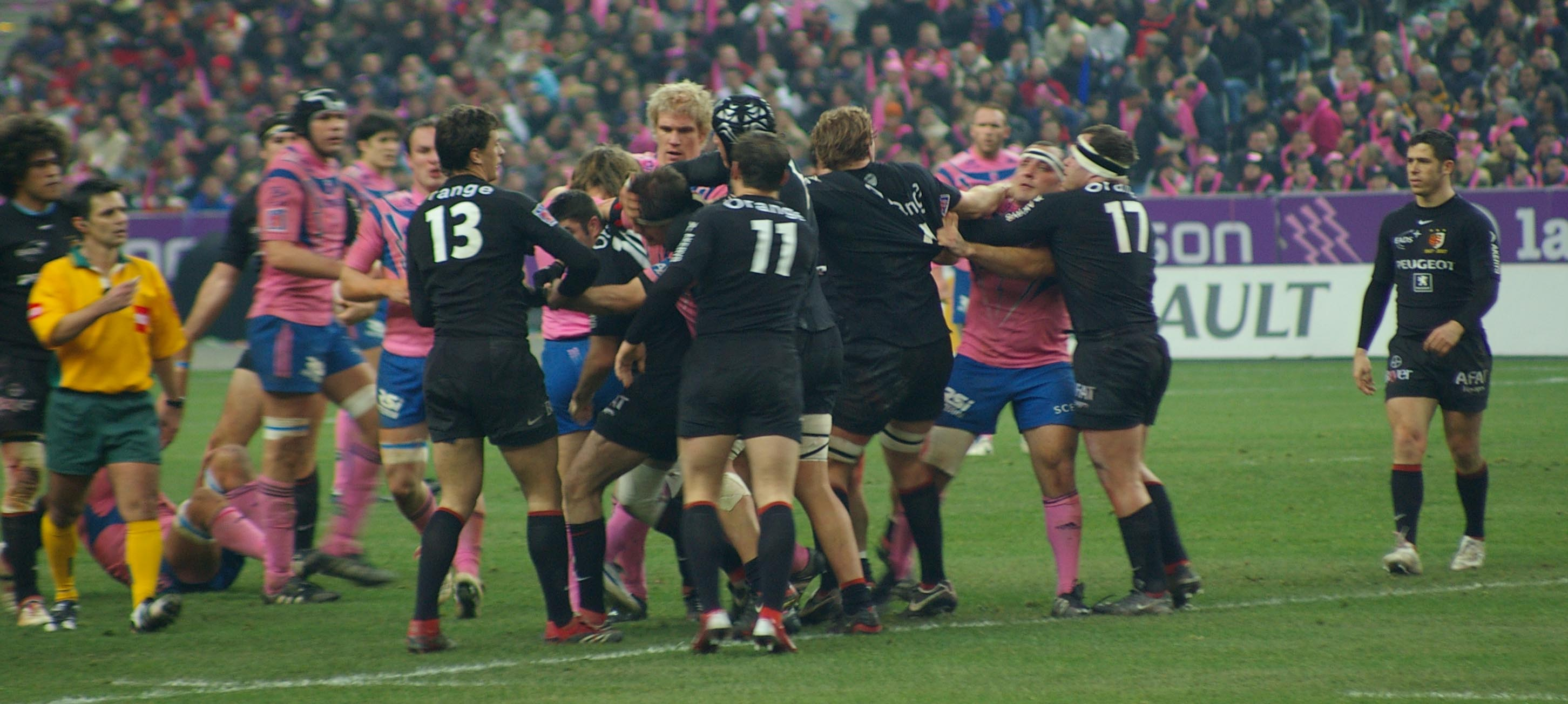
Valentin Courrent, à droite, lors de Stade français - Stade toulousain au Stade de France le 27 janvier 2007.

Il quitte le club l'année suivante et signe au Stade toulousain. Il s'intègre bien à l'effectif et devient le joueur le plus utilisé par Guy Novès à la charnière des rouge et noir en 2006-07 ; sa polyvalence a été utile pour pallier les différentes blessures à la mêlée ou à l'ouverture. Habituellement à la mêlée, il est déplacé sur le poste de demi d'ouverture en 2007, en raison de l'arrivée à Toulouse de Byron Kelleher et du non-remplacement de Frédéric Michalak.
Après deux années au Biarritz olympique où son temps de jeu n'a pas été à la hauteur de ses espérances, il rejoint le SU Agen à l'occasion de son retour en Top 14. Au début de l'année 2012, toujours à la recherche de temps de jeu, il signe un contrat d'un an et demi en faveur du FC Grenoble, évoluant en Pro D2,.
En 2012, alors qu'il marque un essai avec Grenoble face à Biarritz, il reçoit un coup de crampon en plein visage de la part de son coéquipier Anthony Hegarty. Un incident spectaculaire, d'autant plus que, quelques jours plus tard, Hegarty publie la photo de la lèvre de Courrent sur Instagram.
En novembre 2013, il est de nouveau sélectionné dans l'équipe des Barbarians français, 13 ans après sa première invitation, pour affronter les Samoa au Stade Marcel-Michelin de Clermont-Ferrand.
Après avoir été contraint de mettre un terme à sa carrière après une grave blessure à la hanche, il entame une carrière d'entraîneur à Brive en 2015 où il encadre l'équipe Alamercery. Il est actuellement en cours de Formation en DEJEPS.
Il est fondateur du club de Brive de rugbygolf.

## Carrière
- Barbarians français (2 matchs en 2000 et 2013)

### En club
- Jusqu'en 2000 : AC Bobigny
- 2000 - 2005 : CA Brive
- 2005 - 2006 : Sale Sharks
- 2006 - 2008 : Stade toulousain
- 2008 - 2010 : Biarritz olympique
- 2010 - Janvier 2012 : SU Agen
- Janvier 2012-2015 : FC Grenoble

## Palmarès

### En club

#### Avec Sale Sharks
- Championnat d'Angleterre :
  - Champion (1) : 2006

#### Avec le Stade toulousain
- Championnat de France de Top 14 :
  - Champion (1) : 2008

#### Avec le FC Grenoble
- Championnat de France de Pro D2 :
  - Champion (1) : 2012

### En équipe nationale
- Équipe de France A
- Équipe de France -21 ans
- Équipe de France -19 ans :
  - Champion du monde 2000 en France, face à l'Australie
  - Vice-champion du monde 2001 au Chili, face à la Nouvelle-Zélande